# Lodge Grass (Montana)
Lodge Grass es un pueblo ubicado en el condado de Big Horn en el estado estadounidense de Montana. En el Censo de 2010 tenía una población de 428 habitantes y una densidad poblacional de 688,55 personas por km².

## Geografía
Lodge Grass se encuentra ubicado en las coordenadas 45°18′51″N 107°22′2″O / 45.31417, -107.36722. Según la Oficina del Censo de los Estados Unidos, Lodge Grass tiene una superficie total de 0.62 km², de la cual 0.62 km² corresponden a tierra firme y (0%) 0 km² es agua.

## Demografía
Según el censo de 2010, había 428 personas residiendo en Lodge Grass. La densidad de población era de 688,55 hab./km². De los 428 habitantes, Lodge Grass estaba compuesto por el 9.58% blancos, el 0% eran afroamericanos, el 86.68% eran amerindios, el 0.23% eran asiáticos, el 0% eran isleños del Pacífico, el 0.23% eran de otras razas y el 3.27% pertenecían a dos o más razas. Del total de la población el 1.4% eran hispanos o latinos de cualquier raza.

## Localidades adyacentes
El siguiente diagrama muestra  las localidades más próximas a Lodge Grass.